# NGC 4350
NGC 4350 (również PGC 40295 lub UGC 7473) – galaktyka soczewkowata (S0), znajdująca się w gwiazdozbiorze Warkocza Bereniki. Odkrył ją William Herschel 21 marca 1784 roku. Należy do Gromady w Pannie.